# Terrence Trammell
Terrence Trammell (Atlanta (Georgia), Estados Unidos, 23 de noviembre de 1978) es un atleta estadounidense, especialista en la prueba de 110 m vallas, con la que llegó a ser dos veces subcampeón olímpico y tres veces subcampeón mundial en la década de 2000.

## Carrera deportiva
Sus mayores éxitos son haber conseguido dos medallas de plata olímpicas en Sídney 2000 —tras el cubano Anier García y por delante del estadounidense Mark Crear— y en Atenas 2004, tras el chino Liu Xiang y por delante del cubano Anier García.
Además ha conseguido tres medallas de plata en los campeonatos mundiales de París 2003, Osaka 2007 y Berlín 2009.